# Nakata Hidetoshi
Nakata Hidetoshi (中田 英寿 (Trung Điền Anh Thọ) sinh ngày 22 tháng 1 năm 1977) là một cựu cầu thủ bóng đá Nhật Bản thi đấu ở vị trí tiền vệ. Anh được coi là một trong những cầu thủ Nhật Bản xuất sắc nhất mọi thời đại.
Nakata bắt đầu sự nghiệp vào năm 1995 và giành giải Cầu thủ xuất sắc nhất châu Á của AFC vào năm 1997 và 1998, giành Scudetto với Roma năm 2001, thi đấu cho Đội tuyển bóng đá quốc gia Nhật Bản tại ba kỳ World Cup (1998, 2002 và 2006) và hai kỳ Thế vận hội Mùa hè (1996 và 2000). Vào năm 2005, anh được phong tước Hiệp sĩ Cavaliere OSSI, một trong những tước hiệp sĩ cao nhất của Ý, nhờ quảng bá hình ảnh nước Ý tới thế giới. Ngoài bóng đá, Nakata cũng tham gia vào các sự kiện thời trang.
Nakata giải nghệ vào năm 2006 ở tuổi 29, với bảy mùa giải ở Serie A và một mùa giải ở Ngoại hạng Anh. Vào năm 2004, Nakata có tên trong danh sách FIFA 100, danh sách gồm các cầu thủ bóng đá vĩ đại nhất còn sống. Nakata là người Nhật duy nhất và một trong hai cầu thủ châu Á trong danh sách này. Năm 2018, Nakata là một trong những cầu thủ icon trong Ultimate Team của game FIFA 19.

## Sự nghiệp câu lạc bộ

### Đầu sự nghiệp
Nakata bắt đầu thi đấu chuyên nghiệp năm 1995 lúc 18 tuổi, với Bellmare Hiratsuka (giờ là Shonan Bellmare). Anh thi đấu trong vai trò tiền vệ tấn công trong mùa giải đầu tiên và giúp đội vô địch Cúp C2 châu Á 1995. Trong trận chung kết gặp Al-Talaba, anh ghi bàn thắng quyết định ở phút 81. Anh trở thành cầu thủ trụ cột từ năm 1996, anh lọt vào Đội hình tiêu biểu J.League năm 1997. Sau World Cup 1998 ở Pháp, Nakata ký hợp đồng với câu lạc bộ Perugia của Serie A với giá 4 triệu  đô la Mỹ, trở thành người Nhật thứ hai thi đấu ở giải đấu hàng đầu Italia sau Miura Kazuyoshi tại Genoa bốn năm trước đó. Trong mùa giải đầu ở Ý, Nakata ghi 10 bàn, con số cao nhất trong một mùa giải của cá nhân anh.

### Roma

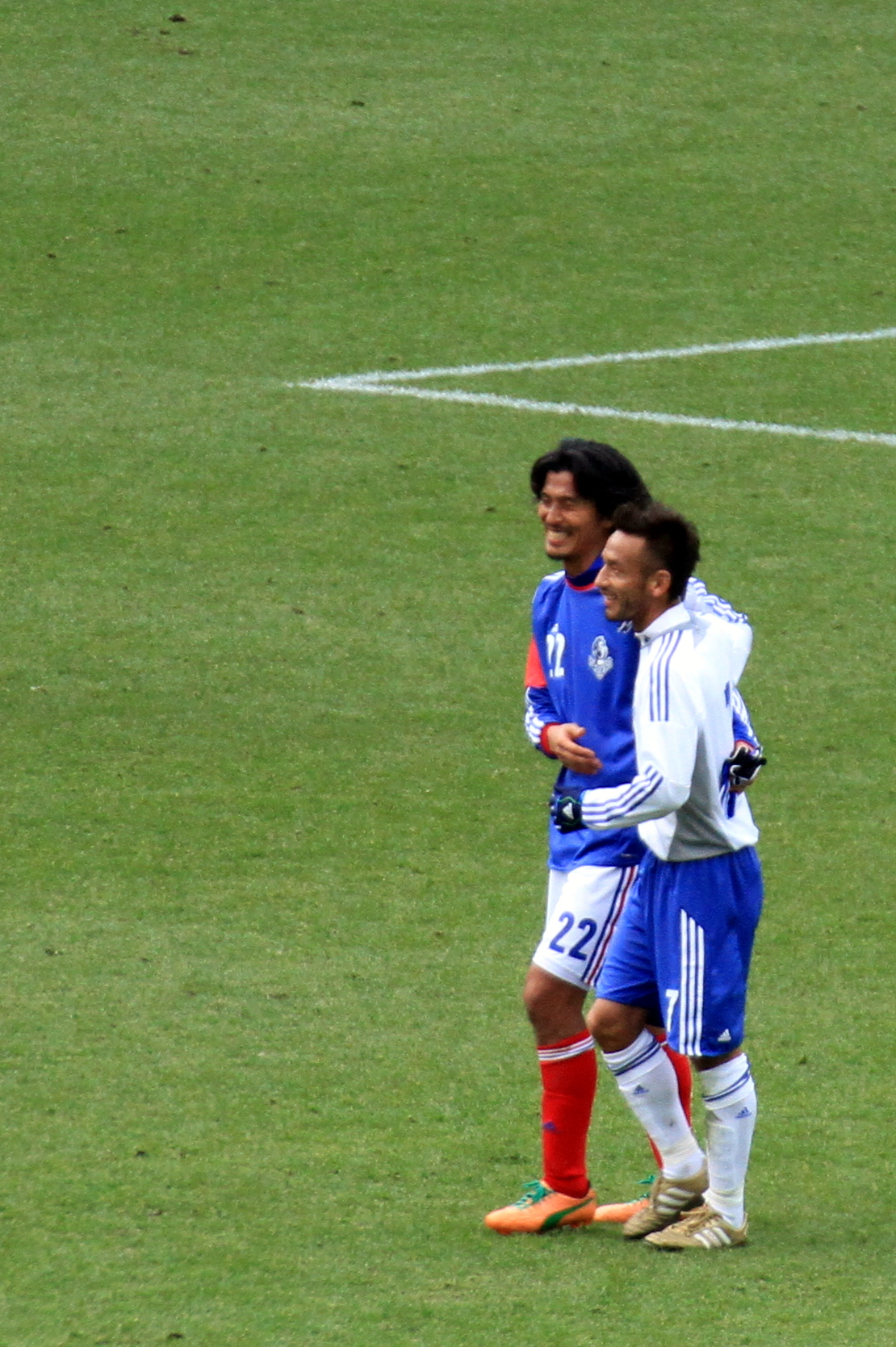
Nakata và Nakazawa Yuji vào năm 2012

Vào tháng 1 năm 2000, sau một mùa rưỡi ở Perugia, Nakata chuyển sang A.S. Roma với giá 42 tỉ ITL (21,691 triệu euro) giúp đội bóng vô địch scudetto. Một trong những pha bóng nổi bật trong thời gian Nakata thi đấu tại Roma diễn ra vào ngày 6 tháng 5 năm 2001 trong trận đấu với Juventus tại Sân vận động Alpi. Sau khi vào sân thay Francesco Totti ở hiệp hai và Roma đang bị dẫn 0–2, Nakata có cú sút từ khoảng cách gần 30 mét tung lưới Edwin van der Sar, và trận đấu chỉ còn 11 phút là mãn cuộc. Anh sau đó tiếp tục góp công vào bàn gỡ hòa cho Roma khi cú sút từ ngoài vòng cấm của anh, dù bị Van der Sar cản phá, tìm tới Vincenzo Montella, người ghi bàn gỡ hòa cho Roma ở phút cuối. Trận đấu khép lại với kết quả 2–2 và Roma bảo toàn cách biệt sáu điểm để giữ chắc ngôi đầu bảng.

### Parma
Vào mùa hè năm 2001, Nakata ký một hợp đồng bốn năm với Parma với giá 55 tỉ lira (28,4 triệu euro) mức giá kỷ lục cho một cầu thủ châu Á thời điểm đó. Anh ra mắt màu áo mới vào ngày 8 tháng 8 năm 2001 trong trận thua 0–2 tại sân Stadio Ennio Tardini trước Lille tại lượt đi vòng loại thứ ba UEFA Champions League. Ngày 23 tháng 9, Nakata có bàn thắng đầu tiên cho Parma tại Serie A trước Brescia. Nakata thi đấu ở đây trong hai mùa rưỡi, có một bàn thắng quan trong mùa giải 2001–02 trong trận thua 1–2 ở lượt đi chung kết Coppa Italia với Juventus, để rồi sau đó Parma lật ngược thế cờ ở lượt về.

### Những năm cuối sự nghiệp
Tháng 1 năm 2004, Nakata gia nhập Bologna và thi đấu trong phần còn lại của mùa giải 2003–04 trước cập bến Fiorentina mùa giải 2004-05. Vào tháng 8 năm 2005, Nakata gia nhập đội bóng thi đấu tại Premiership là Bolton Wanderers theo dạng cho mượn. Trong mùa giải duy nhất với Bolton, cũng là mùa giải cuối cùng trong sự nghiệp của mình, anh ghi một bàn trong trận thắng 2–0 trước West Bromwich Albion.

## Sự nghiệp đội tuyển quốc gia

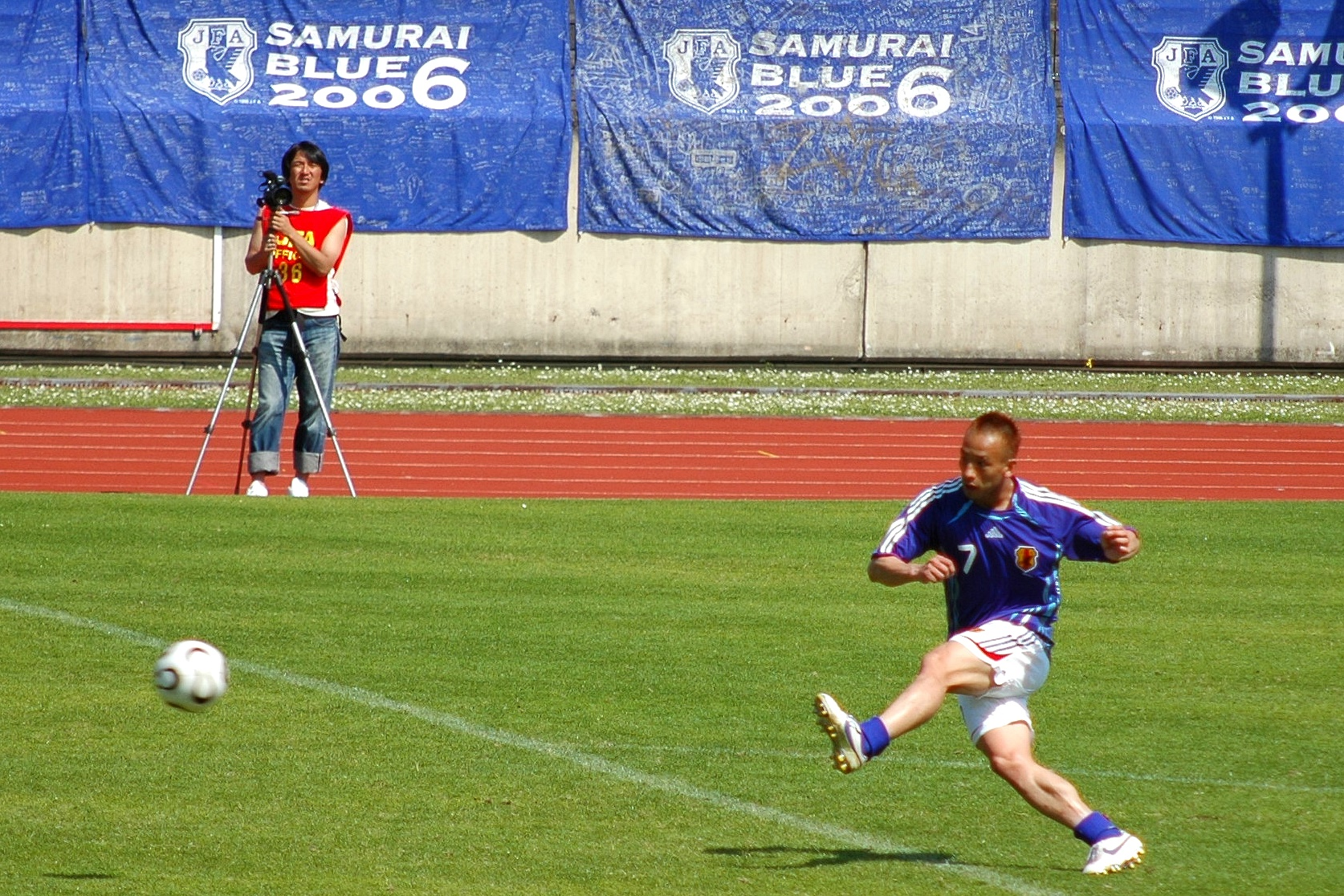
Nakata tập luyện cùng đội tuyển Nhật Bản tại World Cup 2006

Sau khi cùng đội tuyển U-17 Nhật Bản tại Giải vô địch bóng đá U-17 thế giới 1993 (ghi một bàn) và cùng U-20 Nhật Bản dự Giải vô địch bóng đá U-20 thế giới 1995 (ghi hai bàn), Nakata được triệu tập vào đội hình U-23 Nhật Bản tham dự Thế vận hội 1996, nơi Nhật Bản bất ngờ vượt qua U-23 Brasil, và Thế vận hội 2000. Anh ra mắt Đội tuyển bóng đá quốc gia Nhật Bản vào tháng 5 năm 1997 trong trận gặp Hàn Quốc.
Anh là cầu thủ chủ chốt giúp Nhật Bản giành vé dự Giải vô địch bóng đá thế giới 1998 với năm bàn thắng tại vòng loại và kiến tạo cả ba bàn thắng của Nhật Bản trong trận play-off với Iran. Anh giúp Nhật Bản lọt vào chung kết Cúp Liên đoàn các châu lục 2001 nhưng không tham dự trận chung kết vì phải thi đấu trận đấu cuối cùng của mùa giải cho Roma. Nakata thi đấu cả bốn trận của Nhật Bản tại Giải vô địch bóng đá thế giới 2002 trên sân nhà, ghi bàn trong chiến thắng 2–0 ở vòng bảng trước Tunisia.
Tại Giải vô địch bóng đá thế giới 2006, Nakata thi đấu cả ba trận của Nhật Bản, thua Úc và Brasil, hòa Croatia. Anh là Cầu thủ xuất sắc nhật trận đấu trong trận gặp Croatia. Sau World Cup 2006 Nakata tuyên bố giã từ sự nghiệp bóng đá đỉnh cao. Trong cuộc phỏng vấn vào năm 2014 với tạp chí TMW, Nakata giải thích rằng anh giải nghệ khi còn rất trẻ như vậy là do anh không còn cảm hứng chơi bóng, và muốn khám phá thế giới xung quanh.
Mặc dù Nakata có mặt ở mọi trận đấu trong ba kỳ World Cup đầu tiên của Nhật Bản, tuy nhiên anh không có tên trong các đội hình vô địch Cúp bóng đá châu Á vào các năm 2000 và 2004. Anh có tổng cộng 77 lần ra sân cho đội tuyển quốc gia, ghi 11 bàn, trong đó có 9 bàn ở các giải đấu của FIFA.

## Lối chơi
Nakata là một tiền vệ tấn công nhanh nhẹn, sáng tạo, cần mẫn, với nhãn quan tốt. Anh nổi tiếng với khả năng kỹ thuật, độ chính xác, tầm nhìn, khả năng chuyền bóng, cũng như thực hiện những cú đột phá vào vòng cấm để ghi bàn; ngoài ra anh cũng có thể tung ra những cú sút xa từ ngoài vòng 16m50.

## Ngoài bóng đá
Bên cạnh bóng đá, Nakata còn có đam mê với thời trang. Anh tham dự các buổi trình diễn thời trang, mặc các mẫu thiết kế của các nhà tạo mẫu và mang các kiểu tóc màu mè. Anh nhuộm tóc vàng ngay trước thềm Giải vô địch bóng đá thế giới 1998, với hy vọng thu hút sự chú ý của các nhà tuyển mộ cầu thủ tại châu Âu. Nhà tạo mẫu tóc Aki Watanabe coi anh là một người tạo xu hướng (trendsetter). Andrea Tenerani, nhiếp ảnh gia của tạp chí GQ của khen ngợi Nakata, "Cậu ấy hoàn hảo; cậu ấy như một người mẫu vậy. Và câu ấy thực sự đam mê thời trang." Nhà thiết kế Italo Zucchelli của Calvin Klein cho rẳng, "(Nakata) chơi đùa với thời trang giống như tất cả mọi người, nhưng theo một cách hay hơn nhiều người khác." Anh là một trong những người mẫu trong chiến dịch quảng bá đồ lót của Calvin Klein vào năm 2010. Anh có mặt trong ấn phẩm tháng 7 năm 2007 tại Mỹ của tờ GQ. Anh cũng có mặt trong ấn phẩm GQ tháng 12 năm 2011 tại Nhật.

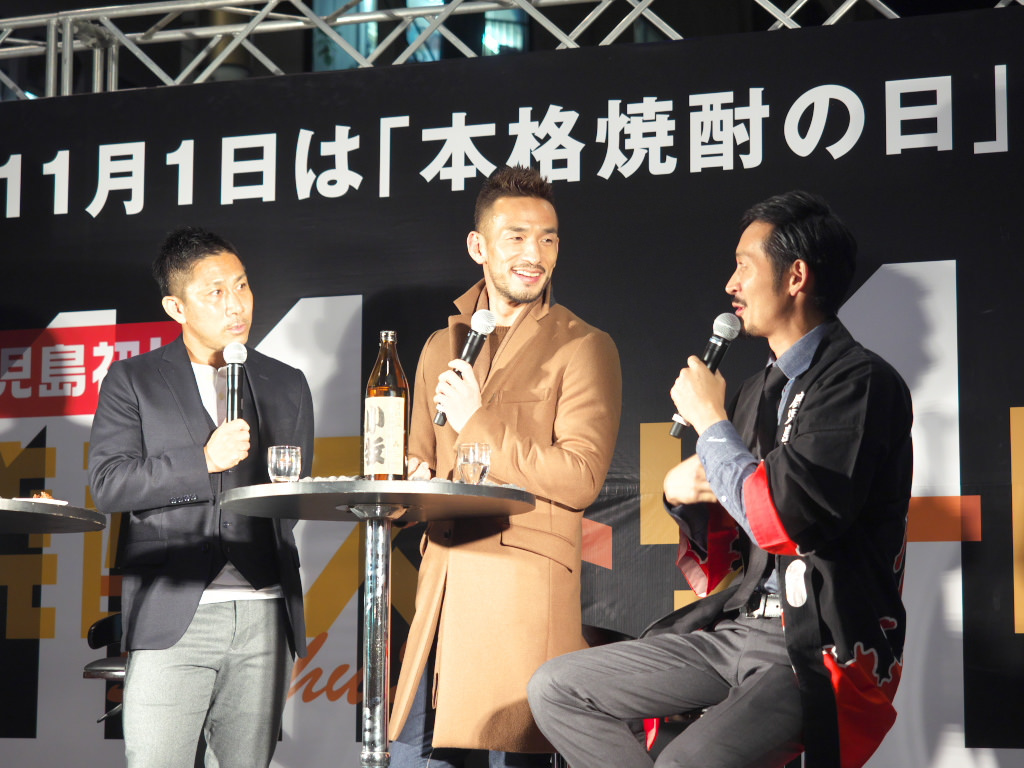
Nakata (giữa) tại một sự kiện thời trang ở Tokyo năm 2016

Được coi là David Beckham của Nhật Bản, Nakata từng là biên tập viên của tạp chí Monocle theo lời mời của tổng biên tập Tyler Brûlé. Nakata nói rằng, bộ truyện tranh và anime Tsubasa Giấc mơ sân cỏ là niềm cảm hứng khiến Nakata lựa chọn bóng đá làm sự ngihệp. Anh từng là cổ động viên của môn bóng đá người khuyết tật tại Special Olympics và tham dự Special Olympics Unity Cup 2010 ở Nam Phi trong thời gian diễn ra World Cup. Nakata là Đại sứ toàn cầu của Special Olympics năm 2014.

### Truyền thông
Nakata từng kí hợp đồng với Nike và có mặt trong chiến dịch quảng cáo "Secret Tournament" của Nike (tên khác là "Scorpion KO") do Terry Gilliam làm đạo diễn, trước thềm World Cup 2002. Anh tham gia cùng các danh thủ khác như Ronaldo, Ronaldinho, Luís Figo, Thierry Henry, Roberto Carlos và Francesco Totti, với Eric Cantona là "trọng tài". Nakata có mặt trên bìa đĩa của các phiên bản phát hành tại Nhật của game FIFA của EA Sports, trong đó có FIFA Football 2002. Vào năm 2018, Nakata trở thành một trong các cầu thủ icon trong chế độ Ultimate Team của FIFA 19.

## Thống kê sự nghiệp

### Câu lạc bộ
| Câu lạc bộ         | Mùa            | Giải quốc nội  | Giải | Giải | Cúp  | Cúp | Cúp liên đoàn | Cúp liên đoàn | Châu lục1 | Châu lục1 | Siêu cúp2 | Siêu cúp2 | Tổng | Tổng |
| Câu lạc bộ         | Mùa            | Giải quốc nội  | Trận | Bàn  | Trận | Bàn | Trận          | Bàn           | Trận      | Bàn       | Trận      | Bàn       | Trận | Bàn  |
| ------------------ | -------------- | -------------- | ---- | ---- | ---- | --- | ------------- | ------------- | --------- | --------- | --------- | --------- | ---- | ---- |
| Bellmare Hiratsuka | 1995           | J1 League      | 26   | 8    | 2    | 1   | -             | -             | 6         | 1         | 1         | 0         | 35   | 10   |
| Bellmare Hiratsuka | 1996           | J1 League      | 26   | 2    | 3    | 0   | 12            | 2             | 3         | 0         | -         | -         | 44   | 4    |
| Bellmare Hiratsuka | 1997           | J1 League      | 21   | 3    | 3    | 0   | 6             | 1             | -         | -         | -         | -         | 30   | 4    |
| Bellmare Hiratsuka | 1998           | J1 League      | 12   | 3    | -    | -   | -             | -             | -         | -         | -         | -         | 12   | 3    |
| Bellmare Hiratsuka | Tổng           | Tổng           | 85   | 16   | 8    | 1   | 18            | 3             | 9         | 1         | 1         | 0         | 121  | 21   |
| Perugia            | 1998–99        | Serie A        | 33   | 10   | -    | -   | 0             | 0             | -         | -         | -         | -         | 33   | 10   |
| Perugia            | 1999–00        | Serie A        | 15   | 2    | -    | -   | 4             | 1             | 3         | 1         | -         | -         | 22   | 4    |
| Perugia            | Tổng           | Tổng           | 48   | 12   | -    | -   | 4             | 1             | 3         | 1         | -         | -         | 55   | 14   |
| Roma               | 1999–00        | Serie A        | 15   | 3    | -    | -   | 1             | 0             | 2         | 0         | -         | -         | 18   | 3    |
| Roma               | 2000–01        | Serie A        | 15   | 2    | -    | -   | 0             | 0             | 7         | 1         | -         | -         | 22   | 3    |
| Roma               | Tổng           | Tổng           | 30   | 5    | -    | -   | 1             | 0             | 9         | 1         | -         | -         | 40   | 6    |
| Parma              | 2001–02        | Serie A        | 24   | 1    | -    | -   | 6             | 2             | 8         | 1         | -         | -         | 38   | 4    |
| Parma              | 2002–03        | Serie A        | 31   | 4    | -    | -   | 2             | 0             | 4         | 0         | 1         | 0         | 38   | 4    |
| Parma              | 2003–04        | Serie A        | 12   | 0    | -    | -   | 2             | 0             | 4         | 1         | -         | -         | 18   | 1    |
| Parma              | Tổng           | Tổng           | 67   | 5    | -    | -   | 10            | 2             | 16        | 2         | 1         | 0         | 95   | 9    |
| Bologna            | 2003–04        | Serie A        | 17   | 2    | -    | -   | 0             | 0             | -         | -         | -         | -         | 17   | 2    |
| Bologna            | Tổng           | Tổng           | 17   | 2    | -    | -   | 0             | 0             | -         | -         | -         | -         | 17   | 2    |
| ACF Fiorentina     | 2004–05        | Serie A        | 20   | 0    | -    | -   | 3             | 0             | -         | -         | -         | -         | 23   | 0    |
| ACF Fiorentina     | Tổng           | Tổng           | 20   | 0    | -    | -   | 3             | 0             | -         | -         | -         | -         | 23   | 0    |
| Bolton Wanderers   | 2005–06        | Ngoại hạng Anh | 21   | 1    | 3    | 0   | 2             | 0             | 6         | 0         | -         | -         | 32   | 1    |
| Bolton Wanderers   | Tổng           | Tổng           | 21   | 1    | 3    | 0   | 2             | 0             | 6         | 0         | -         | -         | 32   | 1    |
| Tổng sự nghiệp     | Tổng sự nghiệp | Tổng sự nghiệp | 288  | 41   | 11   | 1   | 38            | 6             | 43        | 5         | 2         | 0         | 382  | 53   |

1Gồm các giải đấu như Cúp C2 châu Á, Intertoto Cup, UEFA Cup và UEFA Champions League.

2Gồm các giải đấu như Siêu cúp Nhật Bản và Siêu cúp bóng đá Ý.

### Quốc tế
| Nhật Bản | Nhật Bản | Nhật Bản |
| Năm      | Trận     | Bàn      |
| -------- | -------- | -------- |
| 1997     | 16       | 5        |
| 1998     | 10       | 1        |
| 1999     | 3        | 0        |
| 2000     | 4        | 0        |
| 2001     | 7        | 1        |
| 2002     | 8        | 2        |
| 2003     | 11       | 1        |
| 2004     | 2        | 0        |
| 2005     | 10       | 0        |
| 2006     | 6        | 1        |
| Tổng     | 77       | 11       |

#### Bàn thắng quốc tế
| #   | Ngày                | Trận               | Đối thủ              | Tỉ số | Kết quả | Giải đấu                           |
| --- | ------------------- | ------------------ | -------------------- | ----- | ------- | ---------------------------------- |
| 1.  | 22 tháng 6 năm 1997 | Tokyo, Nhật Bản    | Ma Cao               | 10–0  | Thắng   | Vòng loại World Cup 1998           |
| 2.  | 22 tháng 6 năm 1997 | Tokyo, Nhật Bản    | Ma Cao               | 10–0  | Thắng   | Vòng loại World Cup 1998           |
| 3.  | 28 tháng 6 năm 1997 | Tokyo, Nhật Bản    | Oman                 | 1–1   | Hòa     | Vòng loại World Cup 1998           |
| 4.  | 7 tháng 9 năm 1997  | Tokyo, Nhật Bản    | Uzbekistan           | 6–3   | Thắng   | Vòng loại World Cup 1998           |
| 5.  | 8 tháng 11 năm 1997 | Tokyo, Nhật Bản    | Kazakhstan           | 5–1   | Thắng   | Vòng loại World Cup 1998           |
| 6.  | 15 tháng 2 năm 1998 | Adelaide, Úc       | Úc                   | 3–0   | Thắng   | Giao hữu                           |
| 7.  | 7 tháng 6 năm 2001  | Yokohama, Nhật Bản | Úc                   | 1–0   | Thắng   | Cúp Liên đoàn các châu lục 2001    |
| 8.  | 27 tháng 3 năm 2002 | Łódź, Ba Lan       | Ba Lan               | 2–0   | Thắng   | Giao hữu                           |
| 9.  | 14 tháng 6 năm 2002 | Ōsaka, Nhật Bản    | Tunisia              | 2–0   | Thắng   | Giải vô địch bóng đá thế giới 2002 |
| 10. | 18 tháng 6 năm 2003 | Saint-Denis, Pháp  | New Zealand          | 3–0   | Thắng   | Cúp Liên đoàn các châu lục 2003    |
| 11. | 28 tháng 2 năm 2006 | Dortmund, Đức      | Bosna và Hercegovina | 2–2   | Hòa     | Giao hữu                           |

## Danh hiệu

### Câu lạc bộ
Bellmare Hiratsuka
- Cúp C2 châu Á: 1995

Roma
- Serie A: 2000–01

Parma
- Coppa Italia: 2001–02

### Quốc tế
Nhật Bản
- Á quân Giải vô địch bóng đá U-19 châu Á: 1994
- Kirin Cup: 1997
- Dynasty Cup: 1998
- Á quân Cúp Liên đoàn các châu lục: 2001

### Cá nhân
- J.League All-Star: 1997
- Đội hình tiêu biểu J.League: 1997
- Cầu thủ xuất sắc nhất Nhật Bản: 1997
- Giải thưởng Thể thao chuyên nghiệp Nhật Bản: 1997
- Cầu thủ xuất sắc nhất châu Á: 1997 1998
- Cầu thủ xuất sắc nhất Dynasty Cup: 1998
- Đội hình tiêu biểu AFC: 1997 1998 1999
- Quả bóng đồng Cúp Liên đoàn các châu lục: 2001[40]
- Đội hình tiêu biểu Cúp Liên đoàn các châu lục: 2001
- Đội hình tiêu biểu World Cup: 2002 (Dự bị)[41]
- Đội hình kỷ niệm 20 năm J.League
- FIFA 100
- Golden Foot Legends Award: 2014[42]
- IFFHS Legends[43]

### Thành tựu khác
- Đề cử Quả bóng vàng châu Âu: 1998, 1999, 2001
- Đề cử Cầu thủ xuất sắc nhất năm của FIFA: 1998,[44] 1999,[45] 2001, 2002[46]